# Caravella
La caravella (dal portoghese caravela) fu un tipo di veliero introdotto intorno al 1451 dai portoghesi, presumibilmente nell'arsenale di Lisbona e/o nella residenza di Sagres (Algarve) del principe Enrico il navigatore che fungeva al tempo da scuola nautica e arsenale sperimentale per gli esploratori lusitani. Fu concepita come un natante da esplorazione capace di circumnavigare l'Africa e raggiungere così le Indie orientali senza dover pagare tasse agli Ottomani.
Nella sua forma pienamente evoluta, sviluppata dal peschereccio nordafricano qārib (prob. evoluzione del carabus romano), era un bastimento agile, di facile manovra (fond. una maggiore capacità di virata), con un dislocamento di 50-160 t, da 1 a 3 alberi a vela latina, cassero scoperto, prua piana e opera morta non troppo pronunciata. La limitata capacità di carico e di equipaggio ne erano i principali svantaggi ma ciò ebbe poca rilevanza fintantoché si trattò di navi destinate all'esplorazione.
Nell'immaginario collettivo, le "caravelle" per antonomasia sono le tre navi con le quali Cristoforo Colombo raggiunse i Caraibi nel 1492: la Niña, la Pinta e la Santa María. In realtà, quest'ultima era una nau e non una caravella.

## Etimologia
L'etimo italiano "caravella" deriva dall'originale portoghese caravela mutuato dall'arabo "qārib" che indicava il peschereccio latino carabus (καραβος in greco), illustrando un'origine molto antica per questo tipo di natante.

## Storia
Dal XV secolo, i marinai dell'Europa meridionale e centrale avevano limitato le loro imbarcazioni al semplice cabotaggio, utilizzando tipi di legni arcaici: il gozzo (barcha), dislocante fino a 25-30 tonnellate, era parzialmente coperto ed era considerato un veliero, sebbene potesse essere condotto a remi con 14-15 uomini che di solito potevano riempire la capacità della nave; ed il barinello, dal pescaggio di 50-200 tonnellate, con albero singolo e vela quadra, del tutto inadeguate alla navigazione in acque oceaniche "aperte". Navi ancora diffuse e di largo uso al principio della cosiddetta "Età delle Scoperte" (se ne servì Gil Eanes nel 1434 per raggiungere Capo Bojador), ma piccole, lente, ingestibili per l'esplorazione e penalizzate dai forti venti di nord-est lungo la rotta di ritorno in Portogallo pur con l'aggiunta di remi e vele quadre. L'unico natante "oceanico" in uso al tempo in Portogallo era la nau, una versione evoluta della cocca baltica ma dalle dimensioni troppo grandi (dislocamento oltre le 100 t).
C'era bisogno di navigli più grandi, per equipaggi più numerosi e maggior carico, oltre che più manovrabili.
Fu intorno al 1451 che un principe portoghese, Enrico il Navigatore promosse la creazione di un nuovo tipo d'imbarcazione che sviluppasse le innovazioni tecnologiche della cocca portoghese, un'imbarcazione utilizzata da lusitani e genovesi per commerciare dal Mediterraneo al Mar Baltico, per dare ai suoi marinai un legno capace di rispondere alle necessità tecniche imposte dal progetto d'esplorazione delle coste atlantiche dell'Africa.
I carpentieri portoghesi presero a spunto i pescherecci introdotti dagli arabi in Spagna, i qārib, sviluppando la caravella. Il nuovo tipo di nave, robusta e facilmente manovrabile, divenne il legno preferito dai grandi esploratori portoghesi che costituirono l'impero commerciale del paese nel Continente Nero, nelle Indie Orientali e nelle Indie Occidentali: Bartolomeo Diaz, Ferdinando Magellano, Vasco da Gama, ecc.
La Spagna era una potenza formidabile sull'Atlantico e sul Mediterraneo perché sapeva come adattare le sue navi allo scopo e all'ambiente in cui navigavano che si trattasse di galere per la guerra o d'imbarcazioni per l'esplorazione. Alla fine del XVII secolo, le caravelle non venivano più utilizzate per l'esplorazione, sostituite dagli agili patachi a due alberi, e tornarono a essere navi da pesca per i galiziani.

## Caratteristiche

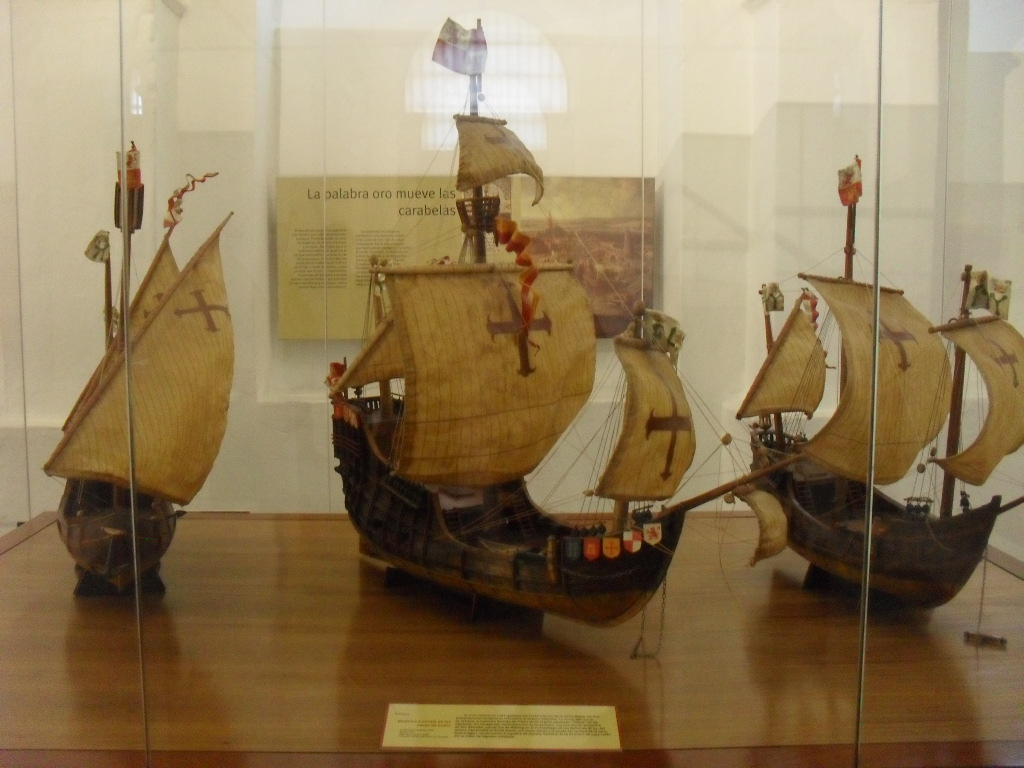
Bacheca con i modelli delle navi di Cristoforo Colombo presso il "Museo de Colombia".

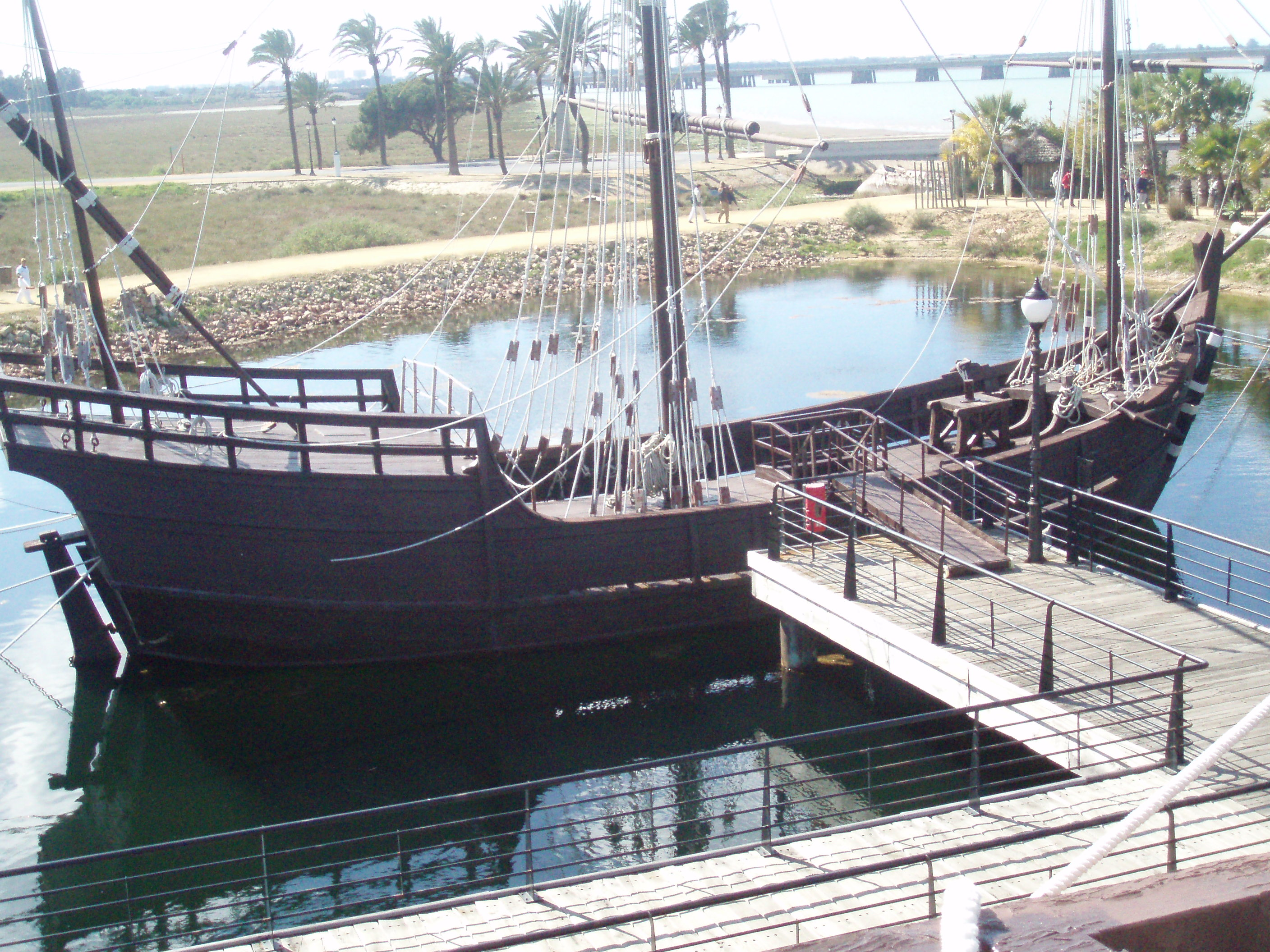
La caravella "Pinta" di Colombo, ormeggiata a Palos de la Frontera - rievocazione storica.

La storia tecnologica della caravella si distingue in 3 fasi: 
1. le caravelle arcaiche;
2. le caravelle degli esploratori; e
3. le caravelle "da guerra" (c.d. Caravela de Armada).

### Caravella Arcaica
La forma arcaica della caravella, il qārib arabo, era un natante a remi, privo di vele e di ridotte dimensioni.

### Caravella nell'Età delle Esplorazioni
La tipica caravella portoghese (po. Caravela Latina), rivoluzionaria per l'epoca, aveva un dislocamento di 50 tonnellate, lunghezza di 20-30 m, larghezza di 7-8 m, vele latine -il che permetteva l'andatura di bolina, ovvero la possibilità di seguire una rotta con un angolo minore di 90° rispetto alla direzione del vento, cosa quasi impossibile a navi equipaggiate di sole vele quadre- e spesso senza bompresso. Un bastimento veloce, manovrabile con pochi uomini, con scarse capacità di carico e di combattimento. La Latina, utile per l'esplorazione della costa africana, non andava bene per l'Oceano. Si sviluppò così la Caravela Redonda, più grande, con 3-4 alberi e vele quadre per la navigazione oceanica.

### Caravela de Armada
La Redonda continuò a evolvere il suo impianto velico, divenendo la Caravela de Armada ora pienamente utilizzabile per scopi militari. Sugli alberi s'issavano più vele, iniziando a distinguere la randa dalle vele sopra-pennone (en. topsail), non mancava più il bompresso e apparve la coffa con il c.d. "nido di corvo" per l'avvistamento del nemico. Si mantennero però anche navigli agili, porta-ordini: il tp. Caravela de Mexerguerira.
L'evoluzione fu costante e alla fine alcune caravelle, tp. Caravela en la modal Andalucia, dismisero le vele latine e svilupparono una prua più alta, per massimizzare la navigabilità nell'Atlantico.
Secondo il cronista cinquecentesco portoghese Gaspar Correia, la tipica caravella da combattimento della IV Armata d'India di Vasco da Gama (1502) trasportava 30 uomini, 4 cannoni pesanti sottocoperta, 6 falconetti (po. falconete) in coperta (due fissati alla poppa) e 10 archibusoni (po. canhão de berço) sul quarto-ponte e a prua.

## Cultura di massa
Le caravelle sono diventate il simbolo del viaggiare del XV secolo. Erano usate soprattutto per i viaggi di esplorazione: due delle tre navi con cui Cristoforo Colombo raggiunse l'America, la Pinta e la Niña, erano caravelle, mentre la terza, la Santa Maria, anche se spesso viene definita anch'essa una caravella, era in realtà una nau, la versione portoghese della cocca da cui sarebbe stata sviluppata successivamente la caracca.

## Famose Caravelle
- Pinta e Niña, due delle tre navi con cui Colombo giunse nei Caraibi durante il suo primo viaggio in America.

### Fonti
- (PT) Gaspar Correia, Lendas da Índia, Lisbona, Academia Real das Sciencias, 1858-64  [1550].

### Studi
- (ES) Browlee W, La primera vuelta al mundo, Ediciones AKAL, 1991.
- (EN) Goodman DC, Spanish Naval Power, 1589–1665, New York City, Cambridge University Press, 1997.
- (EN) Goodman DC, Power and Penury, New York City, Cambridge University Press, 1988.
- (EN) Konstam, The History of Shipwrecks, New York, Lyons Press, 2002, ISBN 1-58574-620-7.
- (EN) Russell, Prince Henry 'the Navigator': A Life, Yale University Press, 2000, ISBN 0-300-09130-3.
- (EN) Sleeswyk, Carvel-planking and Carvel Ships in the North οf Europe, in Archaeonautica, n. 14, 1998,  pp. 223-228.
- (EN) Smith RC, Vanguard of the Empire: ships of Exploration in the Age of Columbus, New York City, Oxford University Press, 1993.
- (EN) Schwarz GR, The History and Development of Caravels [Thesis] (PDF), a cura di Vieira de Castro LF, University of Cincinnati, 2008.
- (ES) Tous Meliá J, Guía histórica del Museo Militar Regional de Canarias, 2000.